# Museo judío de Manchester
El Museo Judío de Manchester es un museo dedicado a la historia judía ubicado en Manchester, Reino Unido. Está situado en el número 190 Cheetham Hill Road.

### Historia
Se encuentra en una sinagoga del siglo XIX y es el único museo judío de Inglaterra ubicado fuera de Londres. La sinagoga original fue construida entre 1873 y 1874 por el arquitecto Edward Salomons bajo estilo revival morisco. Fue utilizada como lugar religioso hasta su cierre como sinagoga activa hacia finales del siglo XX debido a cambios demográficos locales.
En marzo del año 1984, se inauguró oficialmente como museo para narrar los dos siglos largos del asentamiento judío local. Tras una renovación concluida a principios del año 2021, reabrió sus puertas ofreciendo nuevas instalaciones culturales e históricas.

### Colección
Posee más de 31.000 objetos relacionados con las historias migratorias hacia esta ciudad británica, entre los cuales destacan:
- 530 testimonios orales,
- 20.000 fotografías,
- entrevistas grabadas con sobrevivientes del Holocausto.[4]